# Detrytusożerca

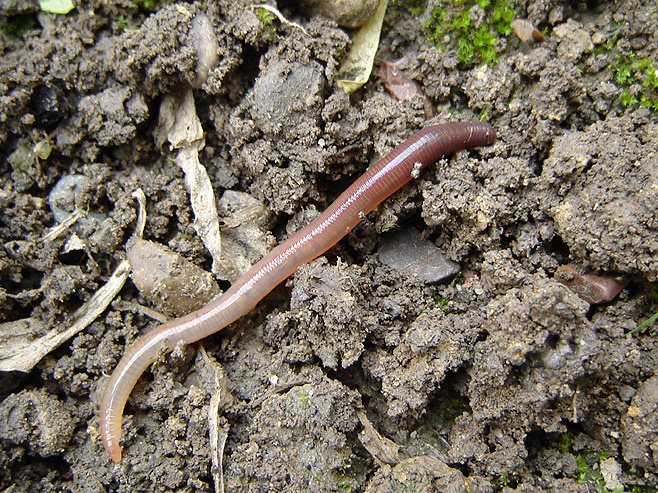
Przykładem klasycznych detrytusożerców lądowych są dżdżownice (Lumbricus spp.)

Detrytusożerca, detrytusofag, detrytofag, detritofag – organizm lub gatunek odżywiający się detrytusem, tzn. mieszaniną częściowo rozłożonych szczątków roślinnych i zwierzęcych, ich odchodów oraz rozkładających tę materię bakterii i grzybów.
W ekosystemie detrytusożercy znajdują się w grupie reducentów (destruentów). W ekosystemach lądowych detrytus znajduje się na powierzchni gleby. Detrytusożercy reprezentują wiele różnych grup zwierzęcych, m.in.: pierścienice, skorupiaki, liczne rzędy owadów, mięczaki, skoczogonki, czy wije.
Częściej pojęcia detrytusożerca używa się w odniesieniu do zwierząt wodnych, w których środowisku życia detrytus zalega na dnie i częściowo unosi się w toni wodnej jako część cząsteczkowej materii organicznej wchodząca w skład tryptonu. Typowymi przedstawicielami tej grupy troficznej w polskich wodach śródlądowych są np. należące do skąposzczetów rureczniki i larwy muchówek z rodziny ochotkowatych (Chironomidae).
Detrytusożercami jest wiele różnych grup bezkręgowców, w szczególności liczne są owady. Owady samodzielnie nie są w stanie strawić celulozy zawartej w detrytusie, wykorzystują albo symbiotyczne pierwotniaki i bakterie, albo zjadają bakterie i grzyby rozwijające się na martwych szczątkach organicznych.
Detrytusożercy pełnią ważną rolę w ekosystemach, przyspieszając rozkład materii organicznej i w związku z tym – obieg materii w ogóle. Są też istotnym pokarmem dla drapieżników.
W ekosystemach wodnych detrytusożercy występują wśród filtratorów, zbieraczy i rozdrabniaczy.